# Luis Palés Matos
Luis Palés Matos (Guayama, 20 de marzo de 1898 - 23 de febrero de 1959) fue un escritor, novelista, poeta y periodista puertorriqueño.

## Biografía
De familia  Palés inició pronto su actividad literaria y, con diecisiete años, publicó su primer libro de poemas. Sus lecturas de Julio Verne y E.T.A. Hoffmann, entre otros, le acercaron a la literatura universal, formándose como autodidacta. Más tarde dirigió el diario El Pueblo en su ciudad natal.
En San Juan trabajó para El Imparcial o Puerto Rico Ilustrado, además de otros diarios y revistas, aunque debió ganarse la vida como oficinista, repartidor, actor de teatro e incluso secretario del Presidente del Senado. Casado, su matrimonio apenas duró un año al fallecer su esposa de tuberculosis en 1919. En la capital conoció a José de Diego Padró. Ambos representarán el comienzo de la poesía de vanguardia en el país conocido como el diepalismo donde prima la sonoridad y musicalidad de los versos.
En 1923 fundó en San Juan el periódico Los Seis con el periodista y poeta español Juan José Llovet. En esa década de 1920 participó en la actividad política convulsa de Puerto Rico, integrándose en la Alianza Puertorriqueña, siendo un activo orador independentista. En estos años desarrolló lo que sería la poesía negra o el verso negro, con una visión de la cultura negra puertorriqueña integrada dentro de la originalidad de su obra de sonidos armoniosos. Algunos autores destacan la influencia que ejerció sobre otros autores de Sudamérica y mencionan ejemplos como el de Nicolás Guillén. Se casó nuevamente en 1930.
De formación autodidacta, trabajó en distintos oficios, como oficinista, editor, cartero, maestro rural y llegó a ser secretario del presidente del Senado en Puerto Rico
También trabajó como actor, y tuvo gran éxito interpretando el papel protagonista de «El Grito de Lares», del autor puertorriqueño Luis Llorens Torres, en 1929. En la última década de su vida, estuvo vinculado con la Universidad de Puerto Rico, como poeta en residencia.
Está reconocido como un gran orador político y durante la década de 1920 colaboró con la Alianza Puertorriqueña pidiendo la independencia de Puerto Rico. Durante estos años su poesía está reconocida como la poesía negra o el verso negro, ejerciendo gran influencia ejerció sobre otros autores como en el caso del poeta cubano Nicolás Guillén.
En las décadas de 1940 y 1950 viajó por Estados Unidos donde ofreció distintas conferencias en varias instituciones y universidades.
Visita Nueva York en 1950, en un programa de conferencias, lecturas y coloquios literarios, recibiendo diplomas y certificados de las instituciones culturales y universidades que visitó, destacando el homenaje que el Instituto Hispánico de la Universidad de Columbia le ofreció.
Luis Palés está considerado con Nicolás Guillén y el dominicano Manuel del Cabral, uno de los máximos exponentes de la poesía afroantillana, y junto a  José Isaac de Diego y Padró, fundó el «diepalismo», movimiento vanguardista basado en la musicalidad y sonoridad de los versos. 
Obra:  En 1915 escribe los poemas que pertenecen a su ciclo «Programa Silvestre», que son reflejo de sus vivencias como maestro.
Con 20 años escribe «Versos para Natividad y Cuaderno del Bebé», recogidos por Margot Arce en la antología de los poemas de Luis Palés, vol. I (1984) que están dedicados a su primera esposa y a su hijo.
En 1937 publica «Tuntún de pasa y grifería» que consiguió el primer premio de literatura del Instituto de Literatura Puertorriqueña. «Litoral», novela inacaba se publicó en el semanario de la Universidad de Puerto Rico y en el periódico el «Diario de Puerto Rico».
En 1954 aparece su primera antología, realizada por Federico de Onís con los poemas escritos entre 1915 y 1956.